# Полошковский сельский совет (Глуховский район)
Полошковский сельский совет (укр. Полошківська сільська рада) — входит в состав Глуховского района
Сумской области Украины.
Административный центр сельского совета находится в с. Полошки.

## Населённые пункты совета
- с. Полошки